# Union sportive des Forces armées
Maillots
Actualités
Dernière mise à jour : 25 juillet 2022.
L'Union sportive des Forces armées est un club omnisports burkinabé basé à Ouagadougou fondé en 1962. Le club compte huit sections sportives : le football, le handball, le volleyball, la boxe, le judo, le cyclisme, l'athlétisme et le basketball.

## Historique
Avant de connaître son nom actuel le club a connu plusieurs noms : 
- Association Sportive des Forces Armées Voltaïques (ASFAV)
- Association Sportive des Forces Armées Nationales (ASFAN)
- Association Sportive des Forces Armées Populaires (ASFAP)
- Association Sportive des Forces Armées Populaires et de la Sécurité (ASFAPS) depuis le 15 octobre 1992

L'équipe féminine porte le nom des Colombes de l'USFA après avoir porté le nom des Gazelles FC en 2011.

## Palmarès
Football masculin
- Championnat du Burkina Faso (6)
  - Champion : 1969, 1970, 1971, 1984, 1987, 1998

- Coupe du Burkina Faso (4)
  - Vainqueur : 1968, 2002, 2010, 2015
  - Finaliste : 1998, 1999, 2004, 2009, 2017

- Supercoupe du Burkina Faso (3)
  - Vainqueur : 1998, 2000, 2010
  - Finaliste : 2002, 2009

Football féminin
- Championnat du Burkina Faso (9)
  - Champion : 2004, 2005, 2006, 2007, 2008, 2021, 2022, 2023[1], 2025[2]

- Coupe du Burkina Faso (5)
  - Vainqueur : 2011 sous le nom de Gazelle FC, 2019, 2022[3], 2023[4], 2025[2]
  - Finaliste : 2018

- Supercoupe du Burkina Faso (3)
  - Vainqueur : 2019, 2020 et 2023